# Innes Cameron
Innes Cameron (* 22. August 2000 in Alexandria) ist ein schottischer Fußballspieler, der beim AFC Barrow unter Vertrag steht.

## Karriere

### Verein
Innes Cameron spielte in seiner Jugendzeit beim FC Kilmarnock. Am 6. Dezember 2016 stand er erstmals im Kader der ersten Mannschaft im Meisterschaftsspiel beim FC Aberdeen. Zwei Wochen später am 23. Dezember debütierte er für Killie gegen den FC St. Johnstone, nachdem er in der 78. Spielminute für Steven Smith eingewechselt worden war. Cameron war dabei erst 16 Jahre alt. Im August 2018 erhielt er bei seinem Jugendverein seinen ersten Profivertrag mit der Laufzeit bis 2021, nachdem er bis dahin fünf Spiele in der Liga bestritten hatte. Kurz darauf wurde der als Stürmer eingesetzte Cameron zum schottischen Drittligisten FC Stranraer verliehen. In der Saison 2018/19 erzielte er in 29 Spielen zehn Tore, bevor er in der Sommerpause 2019 nach Kilmarnock zurückkehrte.
Im Juni 2025 wechselte Cameron mit einem Zweijahresvertrag zum AFC Barrow in die englische League Two.

### Nationalmannschaft
Innes Cameron spielte im Jahr 2017 viermal in der schottischen U-17-Nationalmannschaft. Im Spiel gegen Färöer gelang ihm ein Tor.